# 見附島 (石川県)
見附島（見付島、みつけじま）は、石川県珠洲市にある無人島。島の形を軍艦に見立て軍艦島（ぐんかんじま）、あるいは見月島（みつきじま）の別名があり、能登地方のシンボルとなっている。能登半島国定公園内に位置しており、石川県の天然記念物に指定されている。

## 地理

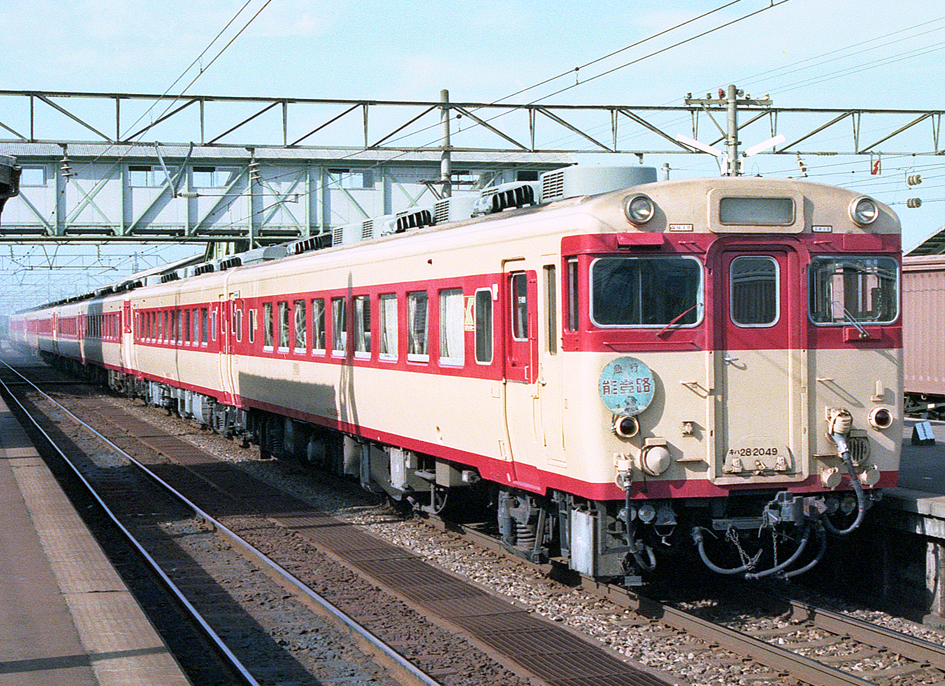
かつて運行されていた急行列車「能登路」。ヘッドマークには見附島が描かれていた。

珠洲市の南部、鵜飼海岸（着崎海岸）の南東200 - 300mに位置する。全長158.5m、最大幅45.3m、周囲400m、頂部は面積が1,977.8m2、標高は28.8mである。頂部はモチノキやタブノキの群落があり、地形の詳細は分かっていなかったが、2023年にドローンによる見附島のレーザー撮影と分析が行われ、頂部が平らな地形であることをはじめ、詳細な形状が明らかとなった。
島内には見附神社があり、クロマツやシイ、タモ、エゾイタドリといった植物が分布しているほか、鳥類のカラスやウが生息している。干潮時には踏み石が現れ、島のそばまで行くことができる。島の周辺は公園として整備され、遊歩道やレストハウス、海水浴場、キャンプ場、国民宿舎のとじ荘（珠洲温泉）がある。
近傍に「小島」を従えていたが消滅しており、見附島も相次ぐ地震で斜面の崩落が進んでいる（後述）。

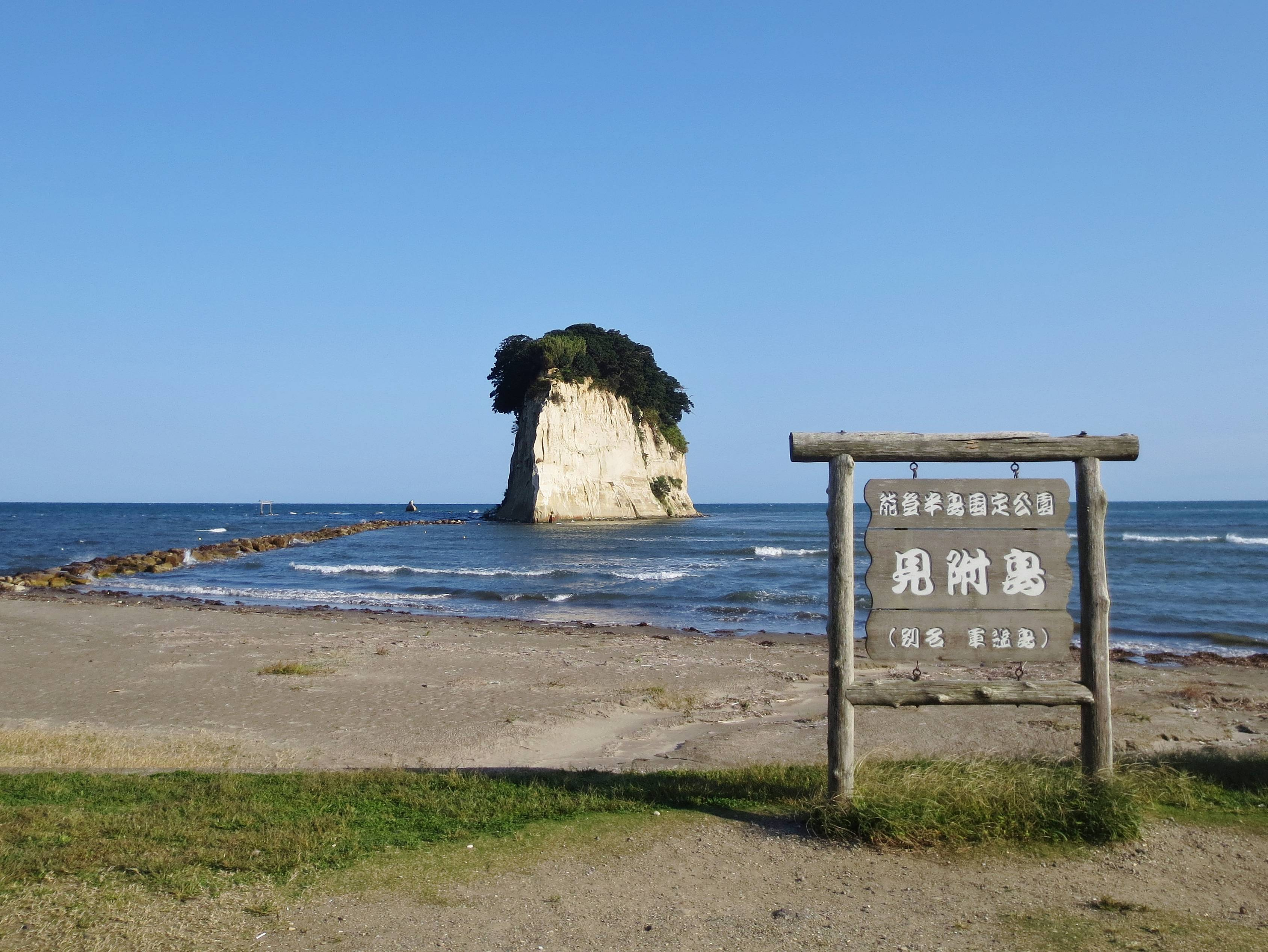
見附島の標
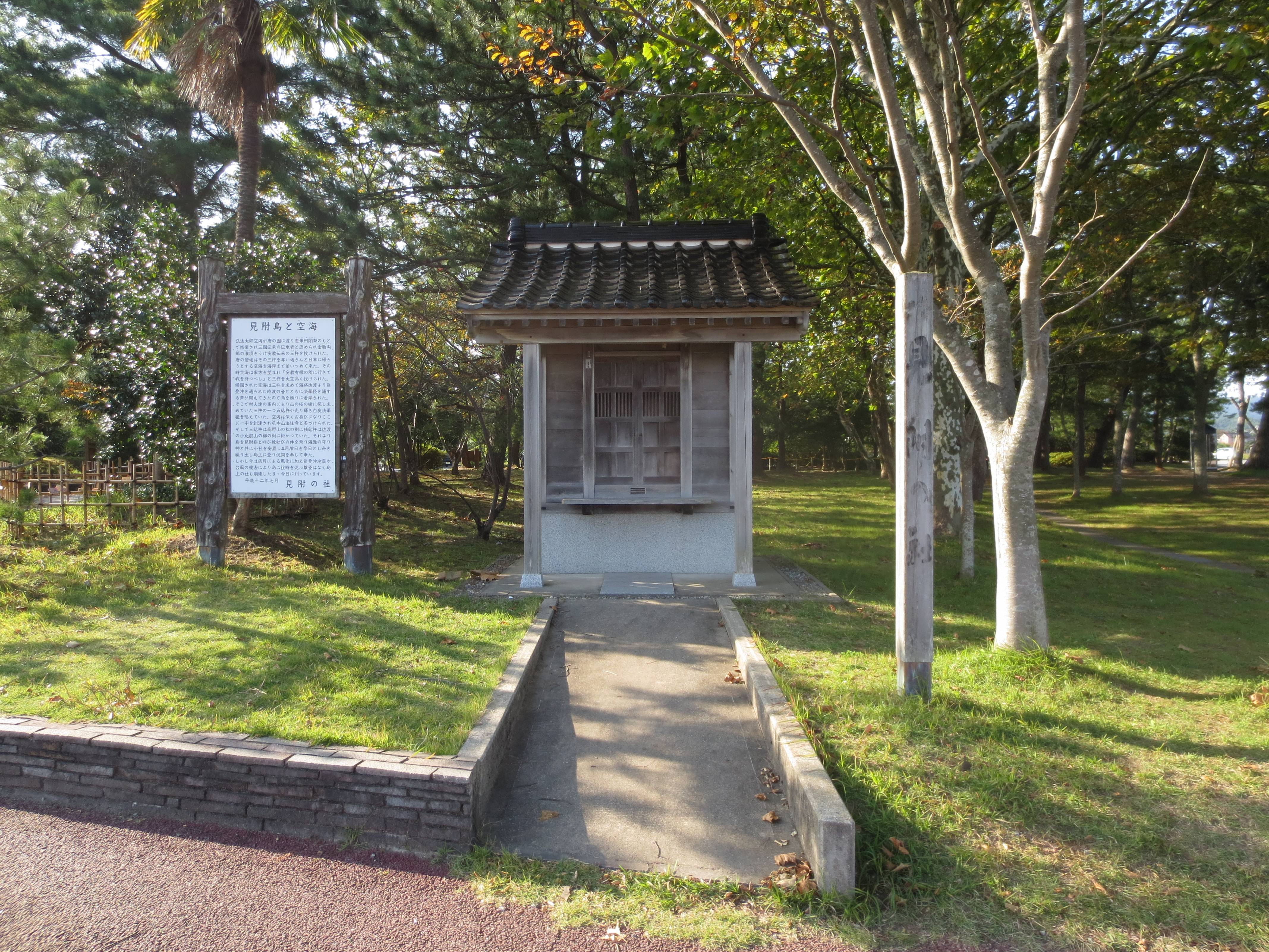
見附の社
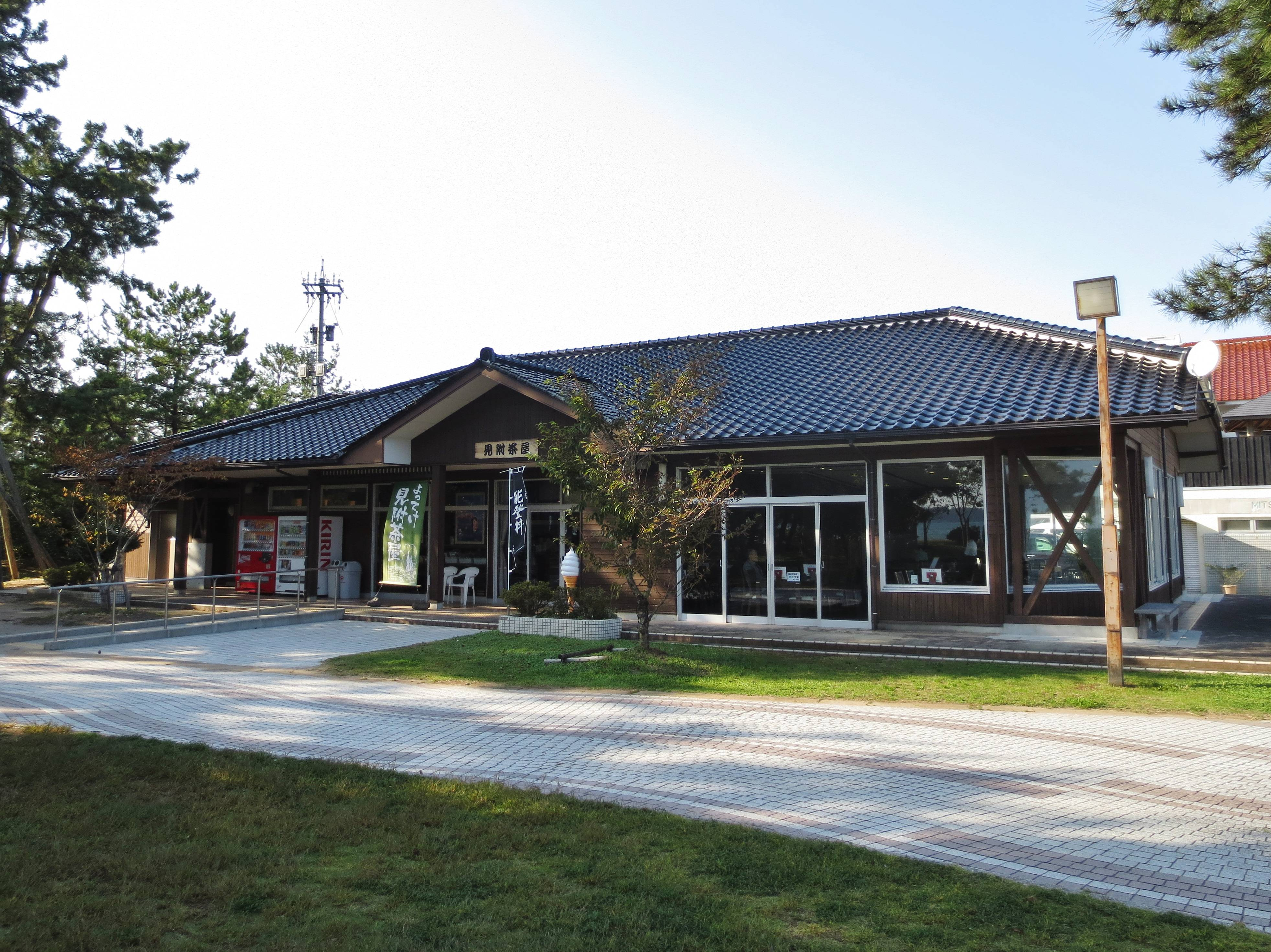
見附茶屋
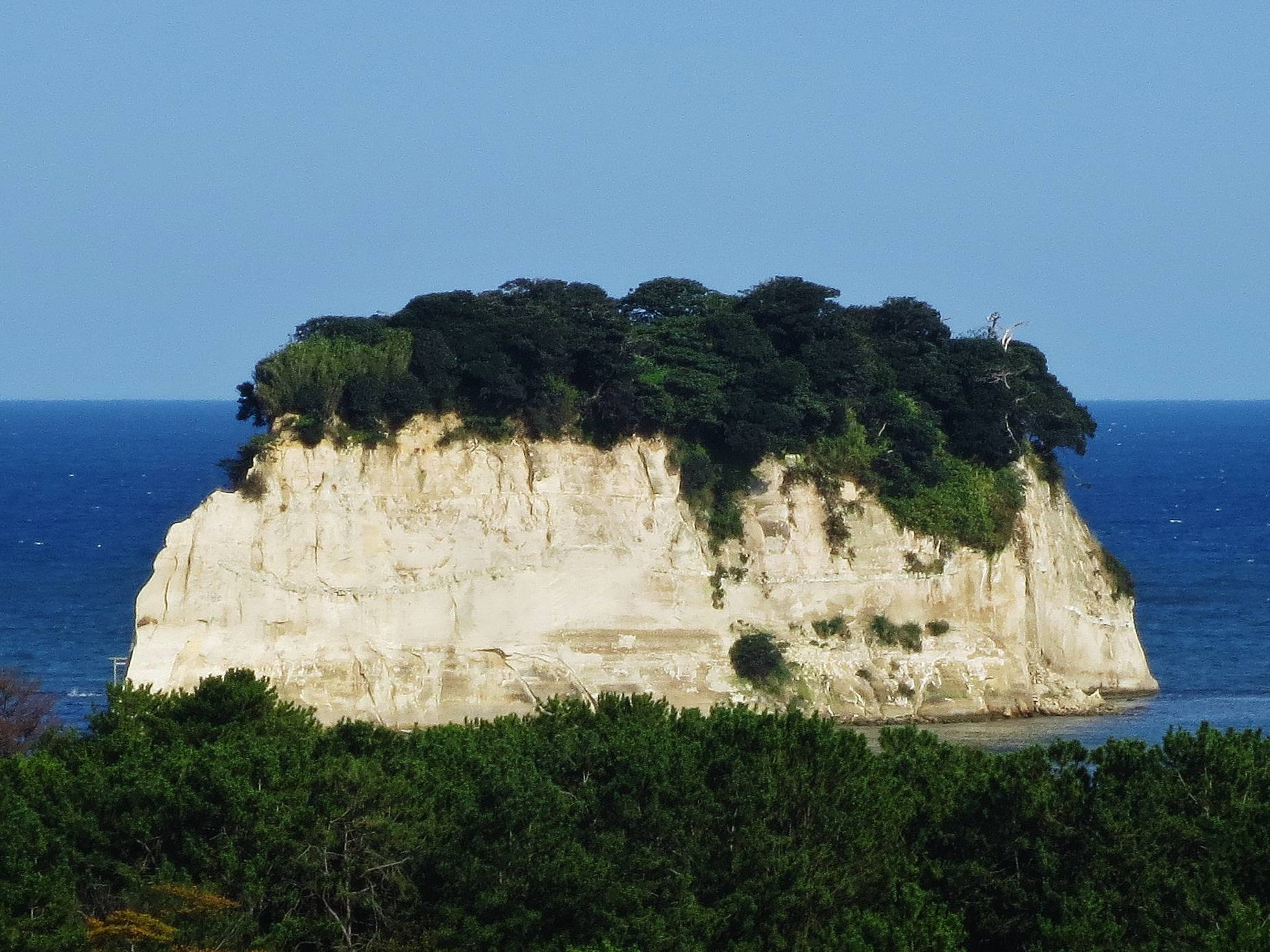
珠洲太陽光発電所より見下ろす

## 地質と地形
能登半島北東域に広く分布している新第三紀中新世後期の泥岩や珪藻泥岩（飯塚珪藻泥岩層）の堆積構造で形成されている。

### 地震や台風による地形の変化
- 1993年（平成5年）2月7日に発生した能登半島沖地震（M6.6）で島の東側一部が崩落した。
- 2019年の令和元年東日本台風（台風19号）による強風と高波の影響で「小島」が消失した[12]。
- 2020年（令和2年）12月以降の能登群発地震でたびたび島の一部が崩落している。
  - 2022年（令和4年）6月19日に発生した地震（M5.4）で島の一部が崩落する被害を受け[4][5][6]、その様子を付近を観光していた旅行者が撮影した[4][5]。
  - 2023年（令和5年）5月5日に発生したM6.5の地震で、島の一部が崩落した。
  - 2024年（令和6年）1月1日に発生した令和6年能登半島地震（M7.6）で土砂崩れにより島の一部が崩壊した。また、この際も崩壊の様子が撮影されている[13]。後日、ドローンを使用した調査で島の南東側が大きく破壊されているのが確認され、「軍艦島」と呼ばれた景観が失われた[14][15]。
- 2025年（令和7年）6月時点では地震前には生い茂っていた草木の枯れ木化が目立つようになった[16]。

### 小島
かつて島から20m、海岸から約200m離れた場所に珪藻土の岩「小島」が存在していた。見附島と並ぶ「二島」として長年親しまれ、セットで信仰の対象になっていた。かつては高さ、幅ともに約10mあったとされているが、年月が経つにつれて浸食により高さ2m、幅2mの三角形の小さな岩にまで縮小し、令和元年東日本台風（台風19号）による強風と高波の影響で完全に消失した。

## 島名の由来
見附島という島名は、空海（弘法大師）が佐渡島から当地方に渡った際、最初に見付けた島であることに由来する。当地に降臨した加志波良比古神が最初に見つけた島とも伝わる。

## 文化
銭湯絵師の中島盛夫が島の景観を気に入り、各地の銭湯に描いている。

## 交通アクセス
公共交通機関
- 北鉄奥能登バス見附島口バス停下車、徒歩5分[18]。
- のと鉄道能登線廃止までは鵜飼駅が最寄り駅であった。

自動車
- のと里山空港より約40分。